# Fleshwounds
Fleshwounds è il primo album da solista della cantante britannica Skin, pubblicato il 27 maggio 2003 dalla EMI.

## Tracce
1. Faithfulness - 4:03
2. Trashed - 4:23
3. Don't Let Me Down - 3:30
4. Listen to Yourself - 4:46
5. Lost - 4:11
6. The Trouble with Me - 3:34
7. Getting Away with It - 4:10
8. You've Made Your Bed - 3:55
9. I'll Try - 3:54
10. Burnt Like You - 2:24
11. 'Til Morning - 4:48

bonus track
1. Faithfulness (radio mix)

## Classifiche
| Classifica (2003) | Posizione massima |
| ----------------- | ----------------- |
| Austria           | 42                |
| Belgio (Fiandre)  | 40                |
| Belgio (Vallonia) | 50                |
| Germania          | 18                |
| Italia            | 6                 |
| Paesi Bassi       | 56                |
| Portogallo        | 23                |
| Regno Unito       | 43                |
| Svizzera          | 13                |